# Adrien de Montgolfier-Verpilleux
Pour les autres membres de la famille, voir Famille de Montgolfier.
Pierre-Louis-Adrien de Montgolfier-Verpilleux (6 novembre 1831, Beaujeu - 23 janvier 1913, château de Saint-Chamond), est un  ingénieur des ponts et chaussées, chef d'entreprise français et homme politique français, député puis sénateur. Bien que son premier prénom soit Pierre, il n'utilisait que son troisième prénom et était connu de son vivant comme Adrien de Montgolfier. 

## Famille
Son père est fabricant de papier à Annonay et président de la chambre consultative des arts et manufactures du département de l’Ardèche.

## Biographie
Il commence ses études dans un lycée de Lyon puis intègre l'École polytechnique en 1851.  Deux ans plus tard, il entre à l'École nationale des ponts et chaussées le 1er novembre 1853 et en sort ingénieur ordinaire de troisième classe le 23 octobre 1856. Il est nommé, en 1856, ingénieur ordinaire dans le département de la Loire, et chargé en cette qualité d'exécuter, dans les vallées du Furens et de Gien, des barrages contre les inondations. 
D'abord transféré au service hydraulique de la Haute-Saône et chargé des études pour prévenir les inondations dues au Doubs et à l’Ognon, il est chargé le 10 novembre 1857 de l’arrondissement de Valence et des études pour prévenir les inondations dues à la Drôme.
Élevé au rang d'ingénieur ordinaire de deuxième classe en août 1859, il est attaché au service ordinaire de la Loire à Saint-Étienne deux ans plus tard, le 27 mai 1861, en remplacement de Pierre Conte-Grandchamp, et devient également contrôleur des travaux du chemin de fer de Firminy au Puy-en-Velay.
Ingénieur de 1re classe en 1869, il est nommé commandant de mobiles en 1870, et versé dans l'arme du génie, prit part à la défense de Besançon et aux différents combats qui eurent lieu devant cette place. 
Élu, le 8 février 1871, représentant de la Loire à l'Assemblée nationale, il siège à droite, est envoyé en mission à Saint-Étienne après l'émeute communaliste qui agit cette ville en 1871, et est, à l'Assemblée, rapporteur de la commission des travaux publics. 
Il est nommé ingénieur en chef des Ponts et Chaussées en 1875.
Directeur et administrateur de la Compagnie des forges et aciéries de la marine, il est élu, le 30 janvier 1876, sénateur de la Loire et prend place à droite. 
Après la chute du cabinet du 16 mai, il est plusieurs fois question de Montgolfier pour le portefeuille des Travaux publics. 
Le renouvellement triennal du Sénat, le 5 janvier 1879, ne lui étant pas favorable, il abandonne la vie publique.
En 1881, il fonde les Forges du Boucau, et devient, en 1888, président de la Chambre de commerce de Saint-Étienne.

## Sources
- « Adrien de Montgolfier-Verpilleux », dans Adolphe Robert et Gaston Cougny, Dictionnaire des parlementaires français, Edgar Bourloton, 1889-1891 [détail de l’édition]